# Italia Ricci
Pour l’article homonyme, voir Ricci.
Italia Ricci-Amell, de son vrai nom Stephanie Italia Ricci, née le 29 octobre 1986 à Richmond Hill, en Ontario, au (Canada), est une actrice canado-américaine.
Elle est surtout connue pour avoir joué le rôle de Maggie Winnock dans la série canado-américaine Les Aventuriers de Smithson High en 2010, pour avoir incarné April Carver dans la série dramatique américaine Chasing Life de 2014 à 2015, ainsi que pour son interprétation d'Emily Rhodes, la chef de cabinet du Président des États-Unis dans Designated Survivor.

## Biographie

### Enfance & débuts
Italia Ricci-Amell naît le 29 octobre 1986 à Richmond Hill, en Ontario, au (Canada), Italia Ricci est d'origine italienne. Elle est diplômée de l'université Queen's, de Kingston.

### Carrière
Italia Ricci lance sa carrière en 2007, à l'âge de 21 ans, en jouant dans la comédie américaine American Pie : Campus en folie. Elle a ensuite un rôle récurrent dans la série télévisée américaine Aaron Stone sur Disney XD.
En 2009, elle joue plusieurs petits rôles à la télévision, comme dans How I Met Your Mother, Dr House, ou encore Greek. Entre octobre et novembre 2009, elle a un rôle récurrent dans la série télévisée américaine Secret Girlfriend. En 2010, elle incarne l'un des rôles principaux de la série américano-canadienne Les Aventuriers de Smithson High, qui est annulée au bout d'une saison. Elle apparaît ensuite dans la publicité de la marque de cosmétiques Clean & Clear. En 2011, elle joue dans le court-métrage Valediction.
En 2013, elle a un petit rôle dans le film Don Jon réalisé par Joseph Gordon-Levitt. Cette même année, elle obtient le rôle principal dans la série dramatique américaine Chasing Life, qui est diffusée sur la chaîne ABC Family depuis le 10 juin 2014. Cependant, en octobre 2015, la série n'a pas été renouvelée pour une troisième saison et la chaîne ABC Family annonce l'annulation de la série au bout de deux saisons.
Elle incarne Emily Rhodes, conseillère spéciale du président puis chef de cabinet du président Kirkman dans la série Designated Survivor

### Vie privée
Depuis juillet 2008, elle est la compagne de l'acteur canadien Robbie Amell, rencontré l'année précédente sur le tournage du film American Pie : Campus en folie,. Après s’être fiancés en août 2014,, ils se sont mariés le 15 octobre 2016 à Vibiana, à Los Angeles,. Ensemble, ils ont un fils, prénommé Robert Amell V (né le 12 septembre 2019).
En janvier 2020, Italia Ricci et son époux ont tous les deux obtenu la double nationalité (américano-canadiens).

## Filmographie

### Cinéma
- 2007 : American Pie : Campus en folie : Laura Johnson
- 2008 : The Death of Indie Rock : Diane
- 2012 : Valediction : Erica (court-métrage)
- 2013 : Don Jon : Gina
- 2013 : Dean Slater: Resident Advisor : Samantha Montaigne
- 2014 : The Remaining de Casey La Scala : Allison

### Télévision
- 2009 : Aaron Stone : Chase Ravenwood (5 épisodes)
- 2009 : How I Met Your Mother : Une jeune femme (saison 4, épisode 17)
- 2009 : Dr House : Une policière (saison 5, épisode 22)
- 2009 : Greek : Delia (saison 2, épisode 19)
- 2009 : Secret Girlfriend : Sasha (6 épisodes)
- 2010 : True Jackson : Elle-même (saison 2, épisode 12)
- 2010 : Les Aventuriers de Smithson High : Maggie Winnock
- 2012 : Les Experts : Vanessa Drake (saison 13, épisode 6)
- 2014-2015 : Chasing Life : April Carver
- 2015 : Fatal Memories : Sutton Roberts (Téléfilm)
- 2016 : Supergirl : Siobhan Smythe / Silver Banshee (5 épisodes)
- 2016-2019 : Designated Survivor : Emily Rhodes (VF : Stéphanie Hénin)
- 2019 : Coup foudre à Rome : Amelia Tate (VF : Stéphanie Hénin)
- 2021 : The Good Doctor : Caroll (saison 4, épisode 15)
- 2022 : The Imperfects : Dr. Sydney Burke
- 2023 : Coup de foudre pour le fils du Père Noël de Bradley Walsh : Avery